# 圣居昂
圣居昂（法語：Saint-Guen，法語發音：[sɛ̃ ɡɥɛ̃]）是法国阿摩尔滨海省的一个旧市镇，位于该省南部，属于甘冈区。2017年1月1日，圣居昂和相邻的布列塔尼地区米尔合并为新市镇盖莱当（Guerlédan）。

## 地理
圣居昂（48°13'2"N, 2°56'12"W）面积17.95 平方千米，位于法国布列塔尼大區阿摩尔滨海省，该省份为法国西北部沿海省份，位于布列塔尼半岛北部，北濒大西洋英吉利海峡，西接菲尼斯泰尔省，南至莫尔比昂省，东临伊勒-维莱讷省。
与圣居昂接壤的市镇（或旧市镇、城区）包括：布列塔尼地区米尔、勒基利奥、圣卡拉代克、圣科内克、圣吉勒维约马尔谢。
圣居昂的时区为UTC+01:00、UTC+02:00（夏令时）。

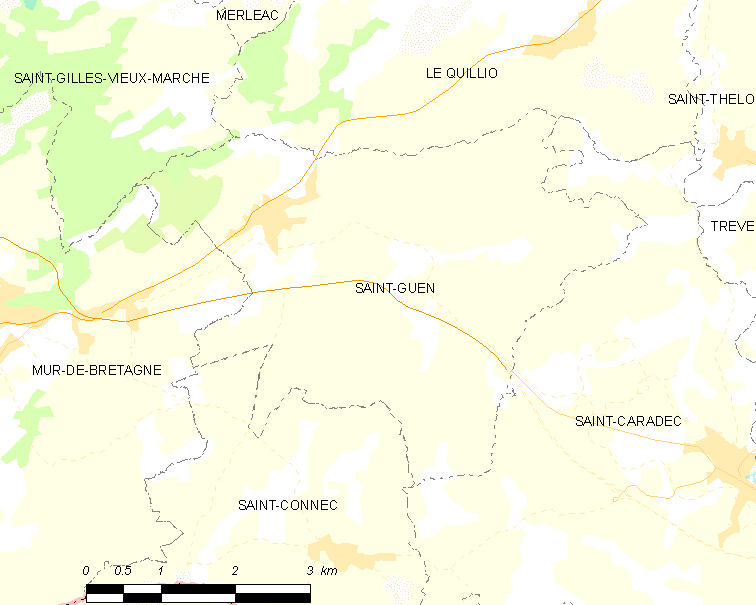
圣居昂的OSM定位图

## 行政
圣居昂的邮政编码为22530，INSEE市镇编码为22298。

## 政治
圣居昂所属的省级选区为盖莱当县。

## 人口

1962-2008年间圣居昂人口变化图示

圣居昂于2018年1月1日时的人口数量为413人。